# Mozart: 5. szimfónia
Az 5. (B-dúr) szimfónia, K. 22 Wolfgang Amadeus Mozart szimfóniája, amit 1765 decemberében írt Hágában, amikor nyugat-európai turnéján volt. Az akkor kilencéves szerző itt nagyon lebetegedett és lábadozás közben írta a művet.
Tételek:
1. Allegro
2. Andante
3. Allegro molto

A szimfónia tételeinek „színét” nagyban a kürtök határozzák meg. A két szélső tétel vidám hangulatban, B-dúrban íródott, míg a középső egy melankolikus g-moll tétel. Az utolsó tétellel találkozhatunk későbbi vígoperájában, a Figaro házasságában.